# Capasa agalma
Capasa agalma là một loài bướm đêm trong họ Geometridae.